# Charitopus tricolor
Charitopus tricolor är en stekelart som först beskrevs av Girault 1915.  Charitopus tricolor ingår i släktet Charitopus och familjen sköldlussteklar. Inga underarter finns listade i Catalogue of Life.